# Tamandani Nsaliwa
Tamandani Wazayo Phillip Nsaliwa, dit Tam Nsaliwa, né le 28 janvier 1982 à Lilongwe au Malawi, est un joueur de soccer international canadien.

## Biographie

### Carrière en club
Né à Lilongwe au Malawi, il débarqua avec sa famille au Canada à l'âge de huit ans, il fut formé dans des clubs canadiens et allemands, puis commença sa carrière professionnelle en 2000 en Allemagne avec le FC Nuremberg, remportant la D2 allemande en 2001. Il fut ensuite transféré au FC Sarrebruck, sans rien remporter. De même la saison suivante avec le club de Jahn Regensburg, puis il retourna au FC Sarrebruck, pendant deux saisons. Il prit alors la nationalité allemande, pour permettre de ne plus rentrer comme un joueur étranger.
En 2006, il signa pour le club grec de Paniónios GSS, avec l'arrivée de l'entraîneur allemand, Ewald Lienen. Il y fit une saison et fut transféré à l'AEK Athènes en 2007. Avec celui-ci, il fut finaliste de la coupe de Grèce en 2009, et termina deuxième du championnat grec en 2008.

### Carrière internationale
Tamandani Nsaliwa fut international canadien à treize reprises entre 2001 et 2008. Il fut titulaire dans les trois matchs de la Coupe du monde de football des moins de 20 ans 2001, mais le Canada fut éliminé au premier tour. De même, il connut sa première sélection avec l'équipe première en avril 2001 contre l'Égypte. Il fit partie des joueurs sélectionnés pour la Coupe des confédérations 2001, ne jouant qu'un seul match en tant que remplaçant contre le Japon. Le Canada fut éliminé au premier tour. Il fit aussi la Gold Cup 2002, ne jouant pas les deux premiers matchs, puis disputant les trois autres. Il inscrivit en quarts, son tir au but, alors qu'en demi, il le manqua. Il termina troisième du tournoi. 

## Palmarès
- Championnat d'Allemagne de football D2
  - Champion en 2001
- Championnat de Grèce de football
  - Vice-champion en 2008
- Coupe de Grèce de football
  - Finaliste en 2009